# Jofaina

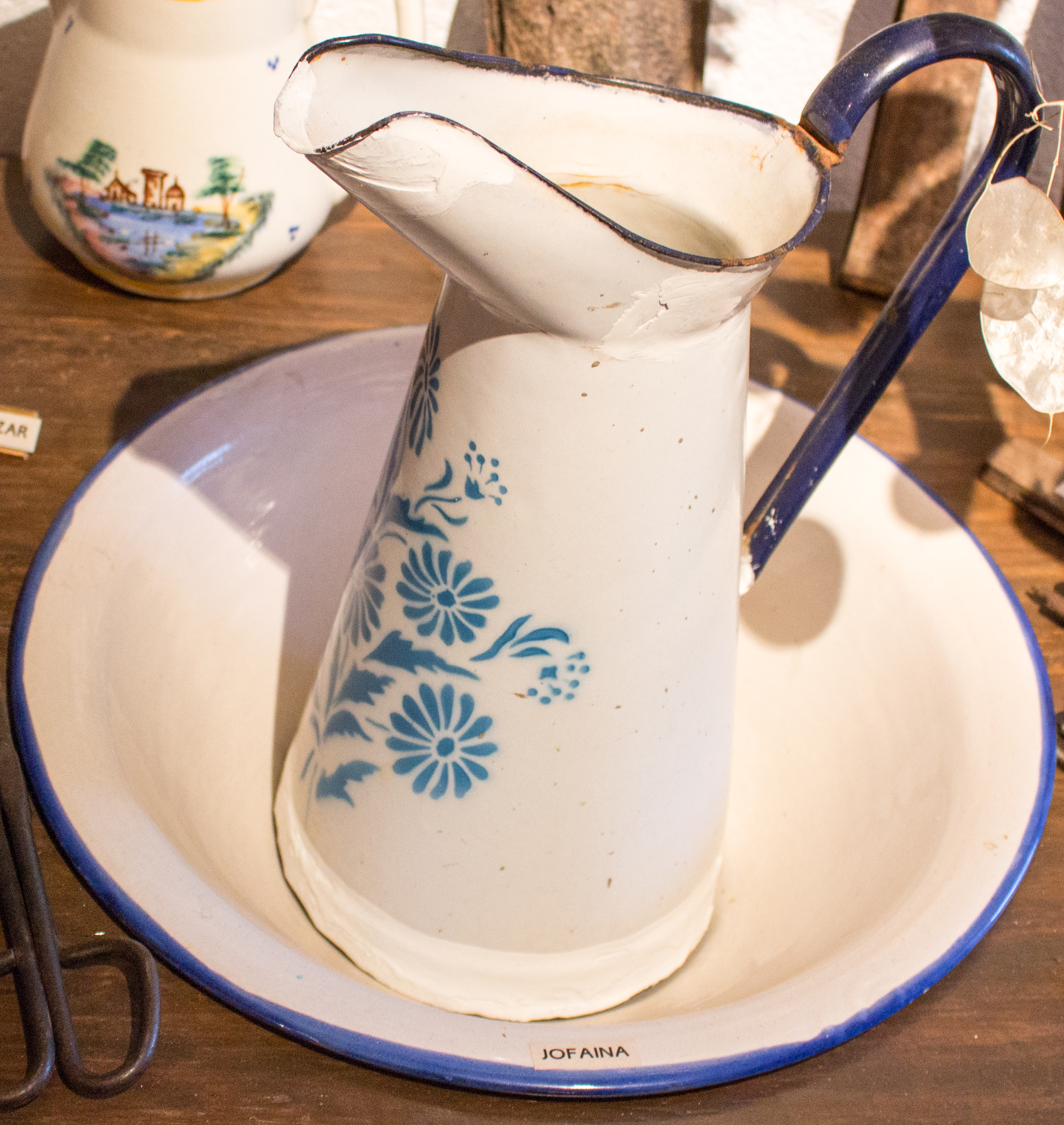
Jofaina y aguamanil en el museo etnológico de Puerto Seguro (Salamanca, España).

La jofaina, almofía, zafa, ponchera, palangana o lavamanos es un recipiente de metal o cerámica utilizado para el más elemental aseo personal. Se complementa con la jarra denominada aguamanil (véase la fotografía).

## Terminología
El término «jofaina», así como sus formas arcaicas «aljofaina, ajofaina, aljébana», provienen del idioma árabe andalusí الجَفْنَة al-ŷafna, ‘recipiente, escudilla’. Otros diccionarios dan como origen el término árabe *chafaina, posible diminutivo de *chafna ‘escudilla’ o ‘bandeja’. La palabra صَحْفَة ṣaḥfa, con mismo significado, derivo en el sureste de España en el término «zafa».  Otro término también usado para denominar la jofaina es «almofía», del árabe ٱلْمُخْفِيَّة al-mujfía, literalmente ‘oculta’.
El término «palangana» o «palancana» es de origen incierto, quizá de origen occitanorromance u onomatopéyico, y es usado con este significado principalmente en España, pues en América se refiere al barreño.
La doctora Regueiro Rodríguez, estudiando la familia lingüística de la jofaina y sus usos a los dos lados del Atlántico, da como sinónimos: palangana y zafa; como hiperónimo: aguamanil; y como hipónimo: bacía. Por su parte, Pilar García Mouton y Álex Grijelmo, en Palabras moribundas hacen un seguimiento evolutivo de la jofaina y su familia, a través de las sucesivas ediciones del DRAE desde le siglo XVIII, recuperando el uso en varias provincias españolas de la voz «palancana», pareja de palangana. Aunque algunos etimólogos le dan un origen incierto, otros proponen como origen de «palangana» la voz latina «palanca».
En República Dominicana y Venezuela se emplea el término «ponchera». En algunos países hispanoamericanos se usa el anglicismo sink.

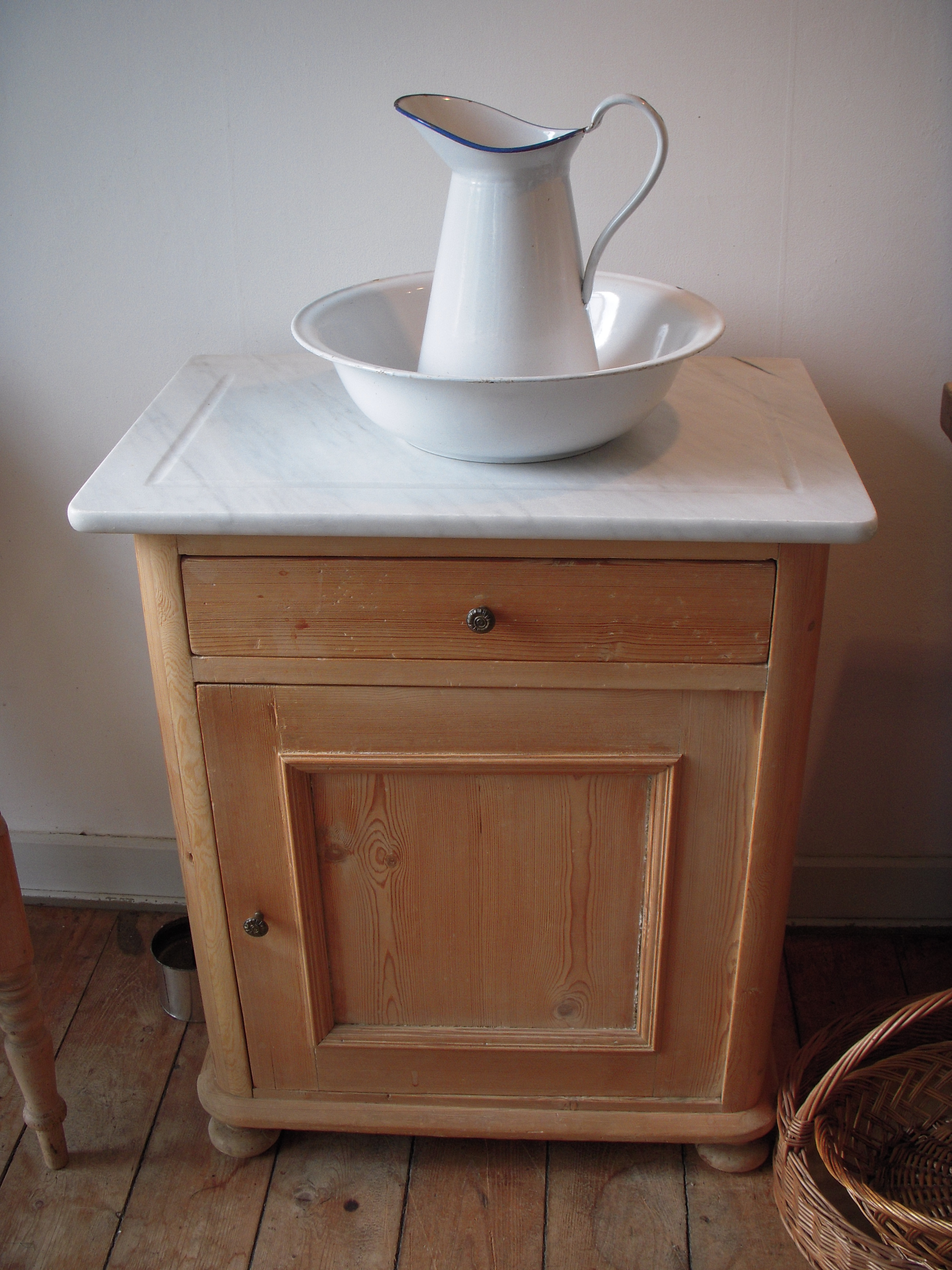
Aguamanil y palangana en latón esmaltado.

## Uso histórico y anecdotario
Originalmente, las palanganas solían instalarse sobre un mueble palanganero, usado para lavarse las manos y la cara, emplazado en el dormitorio. Antes de la generalización de alcantarillado en las ciudades o allí donde aún no existía, el vaciado del agua usada de las jofainas (y aún luego de las palanganas) se hacía en los patios, o en la propia calle, desde la puerta de la casa o, lo que resultaba más pintoresco, por la ventana o balcón, al grito de «¡agua va!» o simplemente «¡aguas!». De ahí que en México cuando quieren prevenir alguien, la gente diga «¡aguas!», en vez de «¡cuidado!».

## En la literatura
El poeta romántico Gustavo Adolfo Becquer, describiendo el Monasterio de Veruela en un pasaje del capítulo IX de Desde mi celda, habla así en su carta dirigida a la señorita doña M. L. A.: 

"Figúrese usted una iglesia tan grande y tan imponente como la más imponente y más grande de nuestras catedrales. En un rincón, sobre un magnífico pedestal labrado de figuras caprichosas, y formando el más extraño contraste, una pequeña jofaina de loza, de la más basta de Valencia, hace las veces de pila para el agua bendita; de las robustas bóvedas cuelgan aún las cadenas de metal que sostuvieron las lámparas, que ya han desaparecido; en los pilares se ven las estacas y las anillas de hierro de que pendían las colgaduras de terciopelo franjado de oro, de las que sólo queda la memoria; entre dos arcos existe todavía el hueco que ocupaba el órgano; no hay vidrios en las ojivas que dan paso a la luz; no hay altares en las capillas; el coro está hecho pedazos; el aire, que penetra sin dificultad por todas partes, gime por los ángulos del templo, y los pasos resuenan de un modo tan particular, que parece que se anda por el interior de una inmensa tumba. Tal es el efecto que produce la iglesia del monasterio cuando por primera vez se traspasan sus umbrales."
 Desde mi celda (1871) Gustavo Adolfo Becquer

## Modelos en la historia y el arte

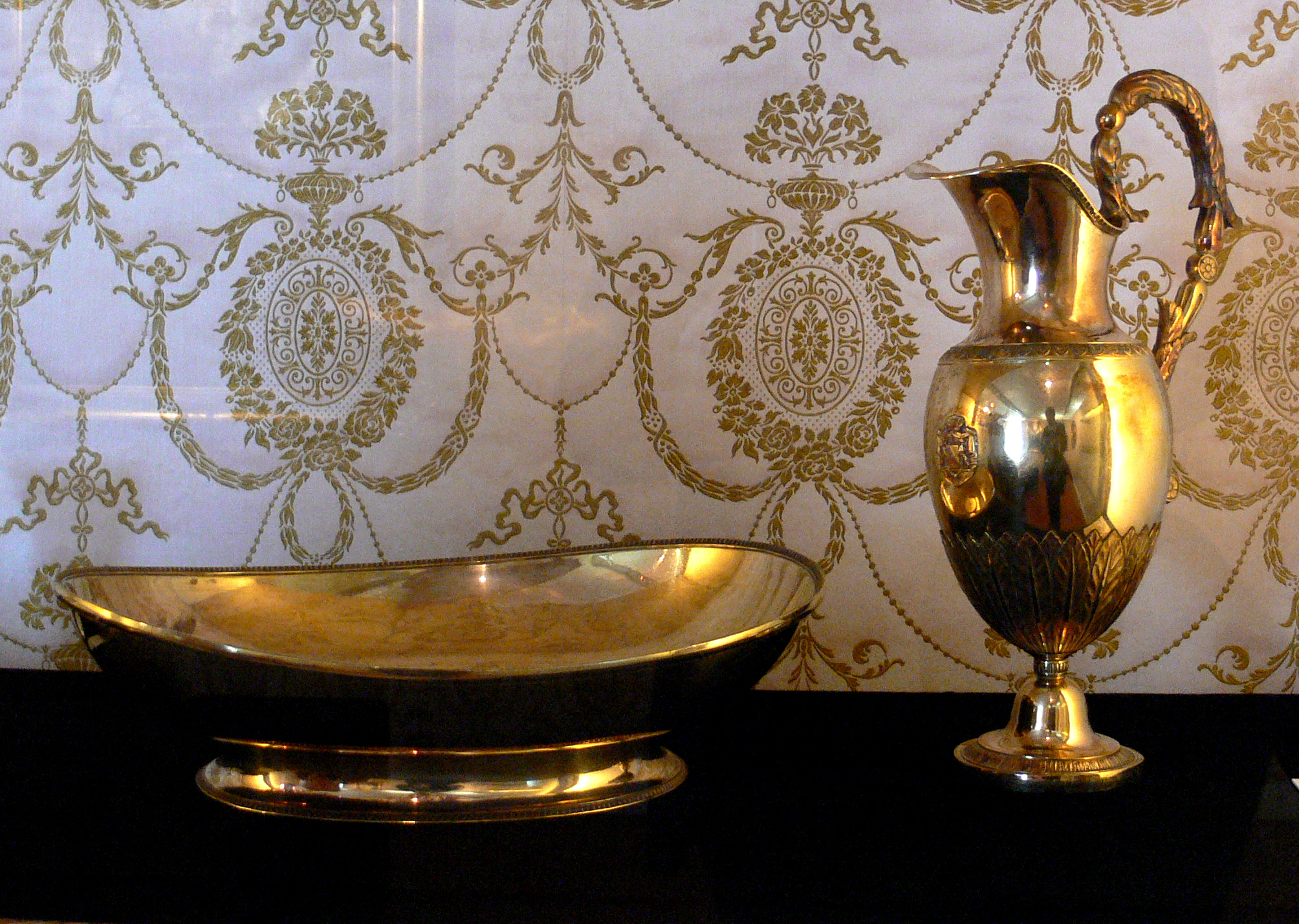
Aguamanil y jofaina de plata dorada con el escudo de armas de Baden, obra del platero Christian Friedrich Deimling (Karlsruhe), en 1820.
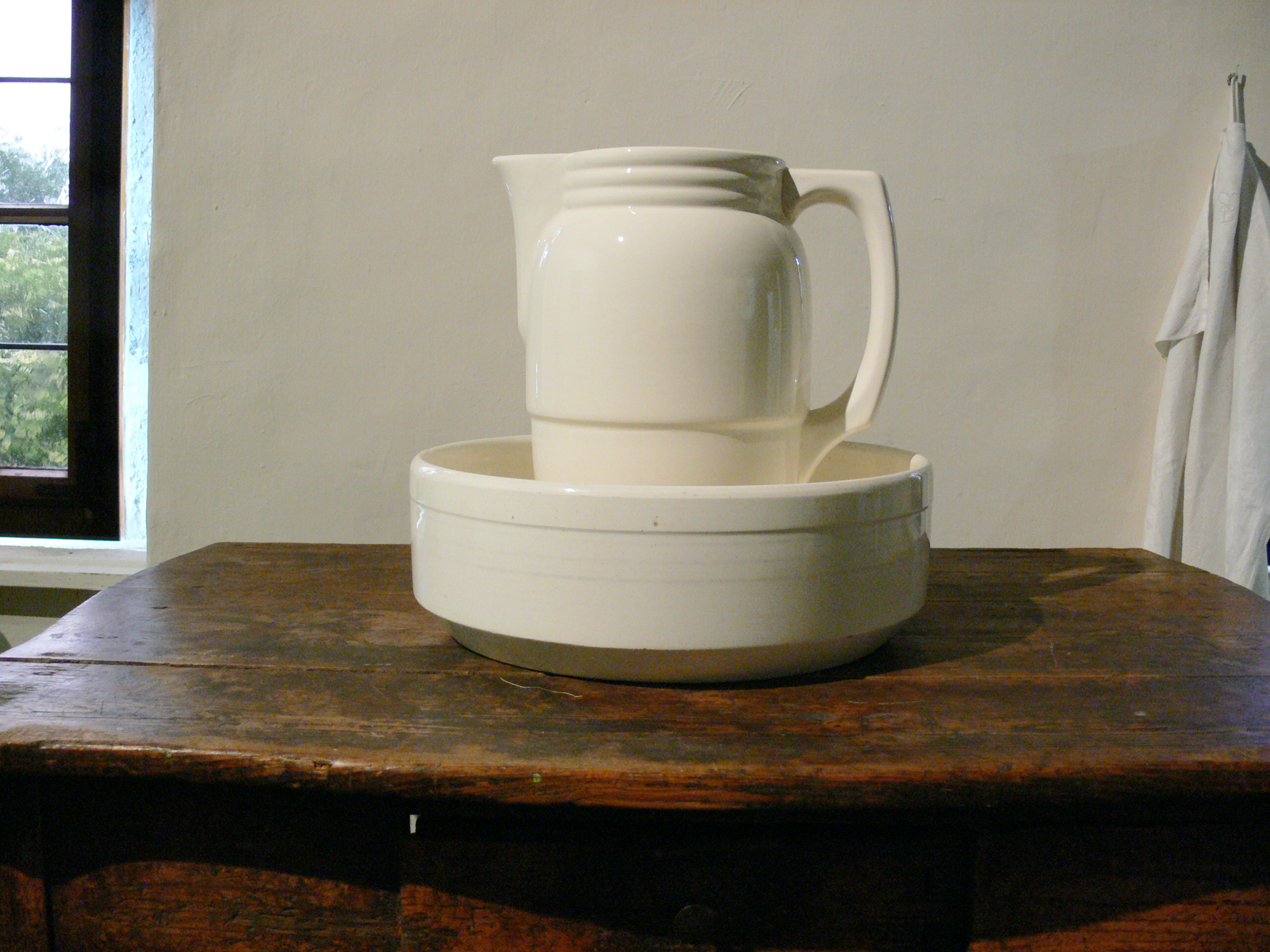
Conjunto de loza blanca en el Museo Thüringer Volkskunde de Erfurt (Alemania).
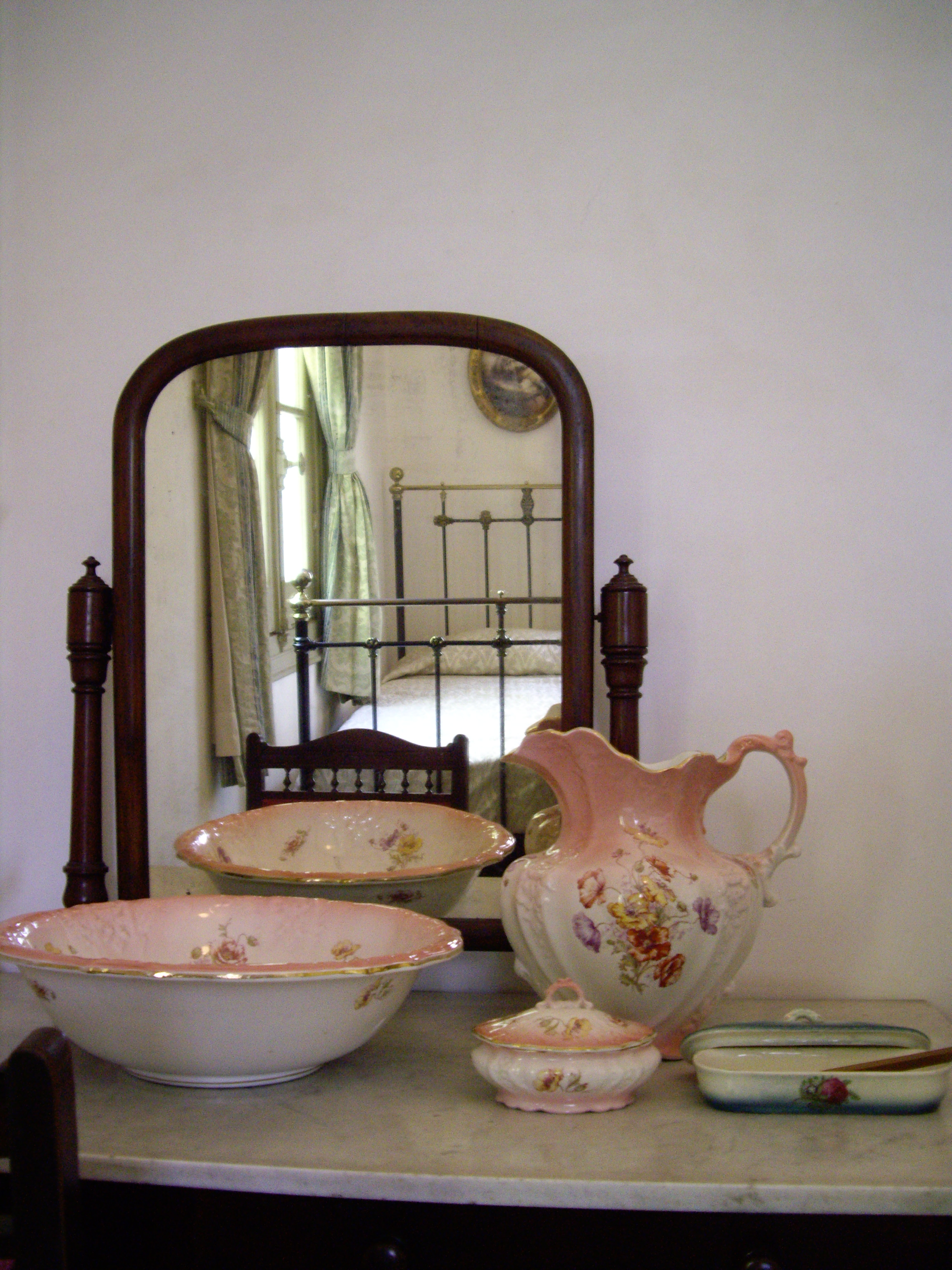
Conjunto en porcelana de la residencia del Marqués Tsugumichi Saigo, en el parque temático Meiji Mura en Inuyama (Aichi) (Japón).
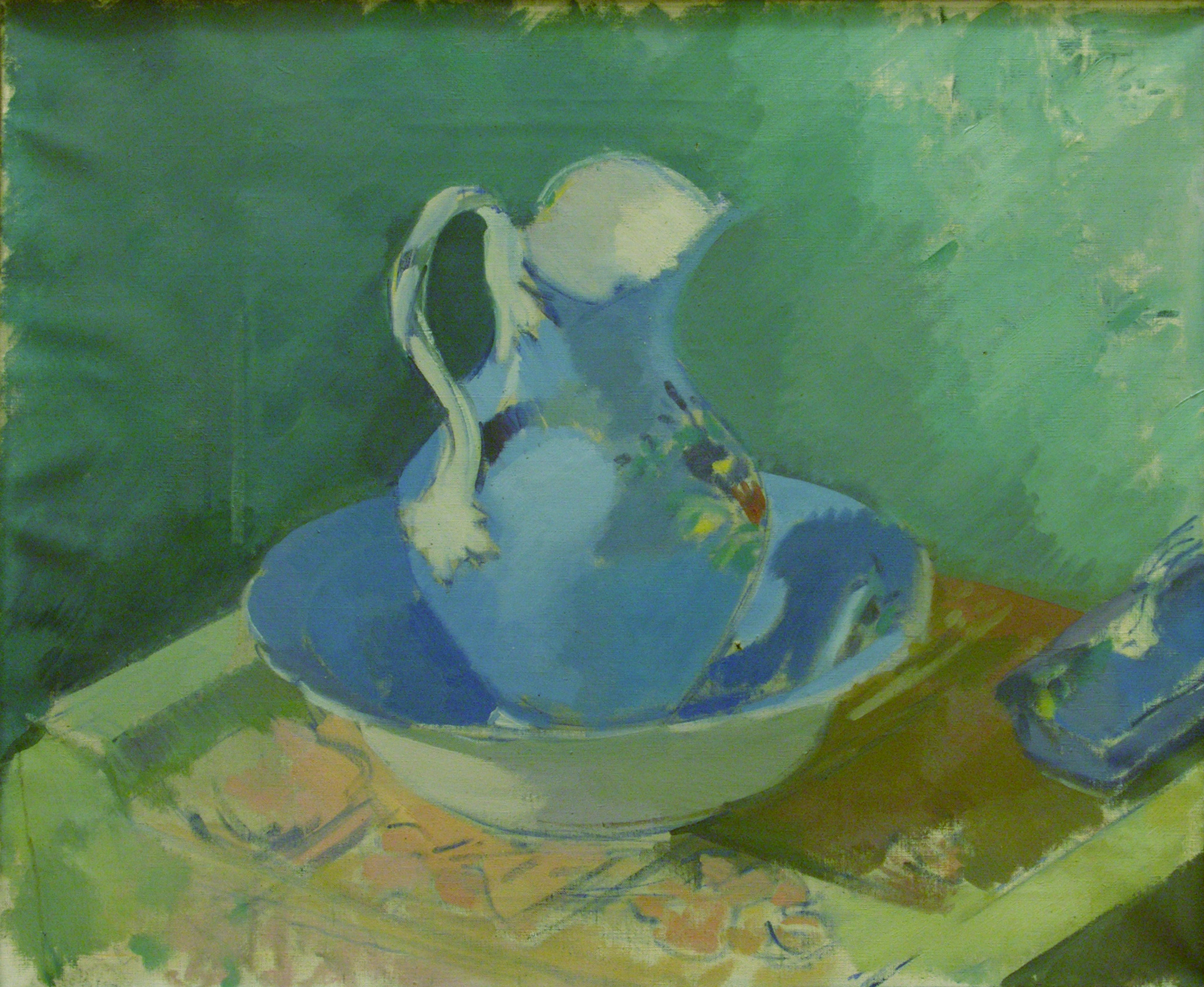
Aguamanil azul (1917), obra pre-expresionista del pintor alemán Konrad Westermayr (1883-1917).
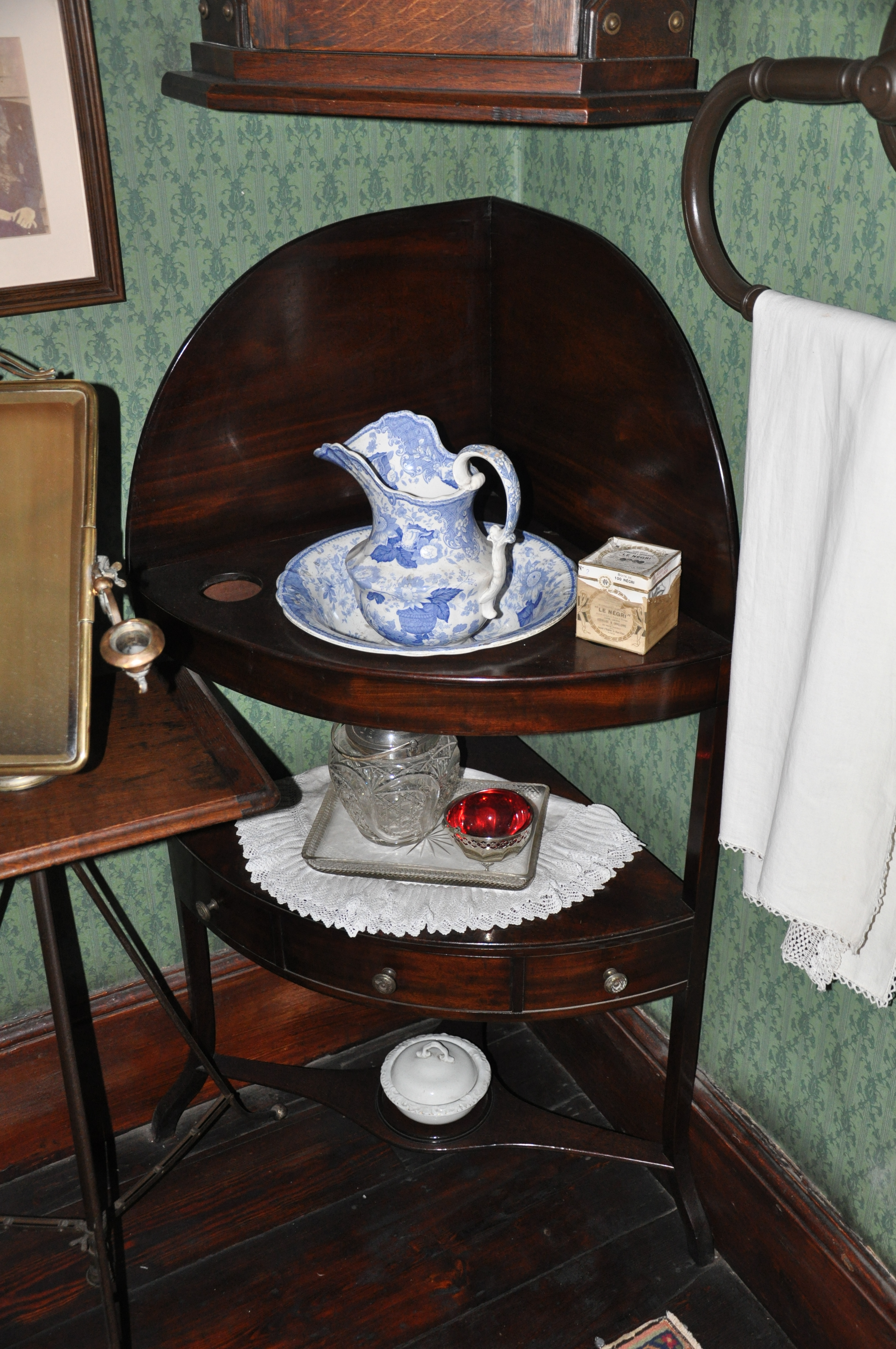
Juego de aguamanil y jofaina de loza fina. En el Sherlock Holmes Museum.